# آوف هه بونگ
«آوف هه بونگ» (به آلمانی: Aufhebung یا Aufheben)، لغو دیالکتیکی، مفهوم مرکزی دیالکتیک هگلی و اشاره به یکی از کلمات فلسفی او است.
آوف هه بونگ کهنه را نفی کردن و طرح نو درانداختن است.
کهنه را نفی کردن اما نه حذف، آنچنان‌که جنبه‌های مثبتش گم و گور و حذف شود.
پس زدن و در عین حال برکشیدن و کشف پیوندی دیگر و پیچیده‌تر است که در آن تنش تضاد، انگیزه پیشرفت شود. در واقع آنچه از میان برداشته می‌شود، هیچ و نابود نشده، بلکه تبدیل می‌شود.
...
آوف هه بونگ نوعی قبض و بسط است و می‌توان آن را نفی، پایندگی، بالندگی، یا خلق یگانگی و هماهنگی و سرانجام نیل به تعالی ترجمه نمود.
از آنجا که جهات مثبتِ کهنه در نو حفظ می‌شوند و بقایایی از قبل در آن می‌ماند، می‌توان گفت آوف هه بونگ برگذشتن، عبور از یک وضع به وضع دیگر و پشت سرگذاشتن وضعیت قبلی است بدون آنکه کل وضع قبلی را رّد کند و کنار بگذارد.

## آوف هه بونگ واژه‌ای چند پهلو
آوف هه بونگ به ویژه در گفتمان هگل، واژه ای چند پهلو و تودار است و برگردان آن در هیچ زبانی معنی غائی نهفته در آن را آنطور که باید و شاید نشان نمی‌دهد.
Lifting, sublation, abolition در انگلیسی یا Abrogation در فرانسوی، Снятие در روسی و «رفع» در عربی و… هیچ‌کدام منظور هگل را نمی‌رساند.
برای آوف هه بونگ دکتر حمید عنایت، واژه «انحلال» را برگزیده است که در آن هم معنای ناپدیدشدن ماده هست و هم معنای انضمام و حفظ آن در ماده دیگر، مثل حّل شدن حبّه قند در آب. اما انحلال واژه‌ای عربی است.
در ادبیات عرفانی ما «فنا» به معنی عدم محض نیست و نوعی بقا است اما اگر نخواهیم از «فنای ابقایی» که آنهم عربی است استفاده کنیم، با توجه به این نکته که آوف هه بونگ به‌طور توامان واجد هر دو معنای حذف و حفظ، لغو کردن و نگه داشتن و نفی و اثبات است، «برداشتن» معادل دقیقی برای آن است.
فعل «برداشتن» در فارسی، حفظ کردن و نگاه داشتن و ارتقا دادن به سطح بالاتر و نیز لغو کردن همه را معنا می‌دهد.

## کارل مارکسو آوف هه بونگ
کارل مارکس در نقد هگل و فویرباخ و در متن «نظریه بیگانگی» به آوف هه بونگ اشاره نموده و ادعا می‌کند مفهوم آوف هه بونگ، هگل را درک کرده و آن را فراتر از دیدگاه وی برده است.
مارکس در «نقد دیالکتیک هگل»، با اشاره این نکته که هگل به خودآفرینی آدمی به عنوان یک فرایند پی برده است، تأکید می‌کند که رابطه حقیقی و فعال آدمی با خویشتن تنها به این دلیل ممکن است که آدمی عملاً تمام توانایی‌های نوع خویش را تولید می‌کند و این امر فقط به مدد فعالیت جمعی انسان‌ها و در نتیجه تاریخ امکان‌پذیر است…
مارکس می‌گوید فرایند آوف هه بونگ باید یک حامل یا سوژه داشته باشد، اما هگل به جای نام بردن از انسان زنده، سوژه فلسفه اش را «خود آگاهی» نامیده است و هنگامی که سوژه صرفاً «خود آگاهی» قلمداد شود، فرایند «آوف هه بونگ» فقط در قلمرو دانش و در «ظاهر» صورت می‌گیرد و بیگانگی، در زندگی روزمره باقی خواهد ماند.
به نظر مارکس چون فرایند آوف هه بونگ، حامل و سوژه عینی ندارد، بیگانگی در زندگی بالفعل انسان‌ها باقی می‌ماند و از همین رو است که هگل در فلسفه حق Philosophy of Right با دولت پروس سازش می‌کند و در تضاد بین خرد و واقعیت گیر می‌کند.
مارکس با دگرگون کردن مفهوم آوف هه بونگ، به درک جدیدی از رابطه زندگی کردن و اندیشیدن می‌رسد.
از دیدگاه وی اگرچه دستیابی به قلمرو آزادی به معنی محو کردن قلمرو نیاز نیست اما انسان می‌تواند از قلمرو نیاز فراتر و فراتر رود.
انسان‌ها فقط «موجوداتی طبیعی» نیستند که وجود خود را در رابطه با نیازهای بلاواسطه خویش تثبیت کنند. موجوداتی نوعی هستند که وجود خود را در رابطه با فرایند شکل گرفتن خویش یعنی در رابطه با تاریخ تثبیت می‌کنند.